# Kenneth Solomon
Kenneth Terence Solomon, dit Kenny Solomon (né le 8 octobre 1979 dans le township Mitchell's Plain du Cap, en Afrique du Sud) est un joueur d'échecs sud-africain et un entraineur FIDE. Il a obtenu le titre de grand maître international des échecs en 2015 après sa victoire au championnat d'Afrique 2014,.

## Vie privée
Kenny Solomon vit à Zelarino, près de Venise. Il a épousé la joueuse d'échecs Veronika Goi, avec qui il a deux filles et un fils. Il est également entraineur d'échecs.

## Des débuts inspirés par son frère
Kenny Solomon commence à jouer aux échecs à treize ans, inspiré par la qualification de son frère aîné pour les Olympiades d'échecs de 1992 à Manille, aux Philippines. Il lui emprunte un livre d'échecs et commence à l'étudier seul. Devant ses progrès, son frère le prend rapidement sous son aile. Deux ans plus tard, il devient champion d'Afrique du Sud des échecs des moins de 16 ans. Il a représenté l'Afrique du Sud entre 1995 et 1997 lors des championnats du monde junior, dans les catégories de moins de 16 ans et moins de 18 ans.

## Normes de maître international
En 2003, à Kempton Park, dans la province de Gauteng, Kenny Solomon remporte le championnat d'Afrique du Sud. Cette année, il est également le joueur le mieux classé parmi les joueurs sud-africains. Il remporte encore trois fois l'Open d'Afrique du Sud en 1999, 2005 et 2007. Il devient maître international en 2004.

## Normes de grand maître international
Kenny Solomon passe sa troisième norme de grand maître international lors des olympiades d'échecs à Istanbul en 2012. Il obtient surtout son titre de GMI en remportant le championnat d'échecs d'Afrique en décembre 2014, alors qu'il n'a pas atteint les 2 500 points Elo. Il est alors le premier GMI sud-africain, et le deuxième d'Afrique sub-saharienne après le Zambien Amon Simutowe.

## Parcours en coupe du monde
Il s'est qualifié pour la coupe du monde d'échecs en tant que champion d'Afrique. Lors de l'édition 2017, il rencontre le GMI Fabiano Caruana au premier tour. Il perd sur le score de 2 à 0.

## Participation aux olympiades d'échecs
Kenny Solomon participe aux olympiades d'échecs à au moins 11 reprises. Il joue presque toutes les éditions au premier échiquier, à partir de celle de 1998. Il participe à toutes les olympiades jusqu'en 2018 incluse.